# Mustang (Texas)
Mustang es un pueblo ubicado en el condado de Navarro en el estado estadounidense de Texas. En el Censo de 2010 tenía una población de 21 habitantes y una densidad poblacional de 64,87 personas por km².

## Geografía
Mustang se encuentra ubicado en las coordenadas 32°0′45″N 96°25′54″O / 32.01250, -96.43167. Según la Oficina del Censo de los Estados Unidos, Mustang tiene una superficie total de 0.32 km², de la cual 0.32 km² corresponden a tierra firme y (2.4%) 0.01 km² es agua.

## Demografía
Según el censo de 2010, había 21 personas residiendo en Mustang. La densidad de población era de 64,87 hab./km². De los 21 habitantes, Mustang estaba compuesto por el 80.95% blancos, el 19.05% eran afroamericanos, el 0% eran amerindios, el 0% eran asiáticos, el 0% eran isleños del Pacífico, el 0% eran de otras razas y el 0% pertenecían a dos o más razas. Del total de la población el 0% eran hispanos o latinos de cualquier raza.